# Huwelijksfotograaf

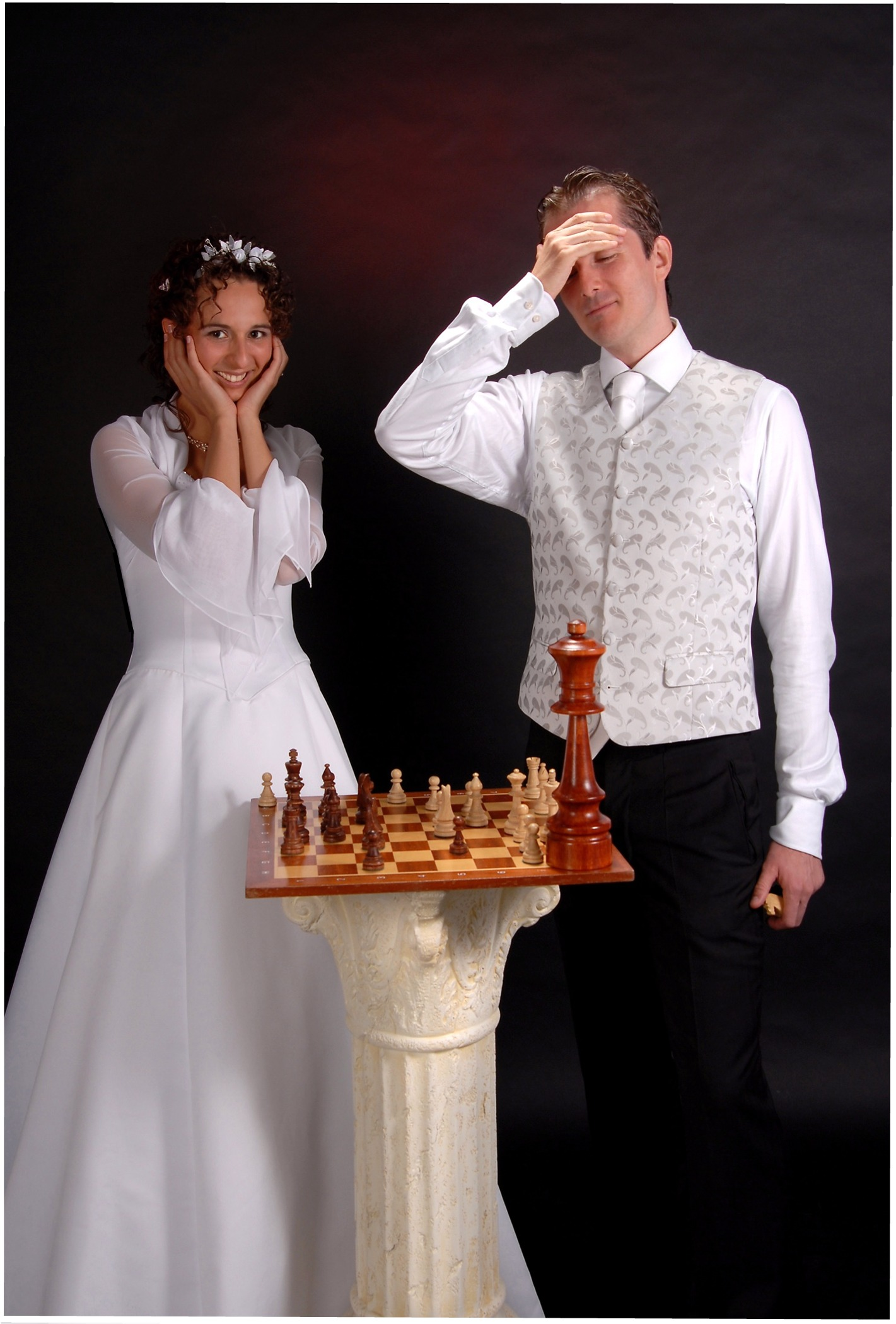
Een geënsceneerde huwelijksfoto, in dit geval van de schaakmeesters Iveta en Vasik Rajlich

Een huwelijksfotograaf fotografeert, veelal in opdracht, een bruiloft. De fotograaf is de hele dag of enkele uren aanwezig, maar zeker tijdens de belangrijkste momenten.
De opdrachtgevers kunnen naast het traditionele plakboek met foto's ook kiezen voor een fotoserie op cd, dvd of USB-stick, als download via een up- en downloaddienst of als een gedrukt en gebonden album. Meestal worden er naast het verhaal van de dag ook foto's op locatie gemaakt, de zogenaamde staatsieportretten. Van oudsher gebeurt dit vaak in een park bijvoorbeeld  bij een fontein, in het bos of te midden van ander romantisch groen, tegenwoordig is er een nieuwe trend om juist naar tegenovergestelde plekken te gaan zoals fabrieksterreinen.
Bijzondere momenten die de huwelijksfotograaf vereeuwigt zijn het ruilen van de ringen, het ondertekenen van het boek, en de 'eerste kus'.